# Носорогови
За пиесата на Йожен Йонеско вижте Носорози (пиеса).
Носорогови или носорози (Rhinocerotidae), са семейство едри тревопасни животни от разред Нечифтокопитни (Perissodactyla). Заради усиления лов в миналото, са оцелели едва пет вида носорози.

## Класификация
Семейство Носорози
- Род †Телеоцераси (Teleoceras)
  - Вид †Телеоцерас (Teleoceras major)
- Род †Вълнести носорози (Coelodonta)
  - Вид †Вълнест носорог (Coelodonta antiquitatis)
- Род †Гигантски носорози (Elasmotherium)
  - Вид †Гигантски носорог (Elasmotherium sibiricum)
- Род Бели носорози (Ceratotherium)
  - Вид Бял носорог (Ceratotherium simum)
- Род Суматрански носорози (Dicerorhinus)
  - Вид Суматрански носорог (Dicerorhinus sumatrensis)
- Род Черни носорози (Diceros)
  - Вид Черен носорог (Diceros bicornis)
- Род Rhinoceros
  - Вид Индийски носорог (Rhinoceros unicornis)
  - Вид Явански носорог (Rhinoceros sondaicus)

## Общи сведения
Носорозите са масивни животни, най-големите сухоземни бозайници след слоновете. Теглото им варира в границите от 900 kg до 4 t в зависимост от вида. Новородените тежат 40 – 65 kg.
Могат да достигнат дължина до 4 m, а височина – до 1,8 m.
Белите, черните и суматранските носорози са двуроги, а индийският и яванският носорог са еднороги. Рогата са разположени върху горночелюстните кости. Всички носорози имат големи глави, широки гърди, дебели крака и къса опашка. Кожата е дебела, на цвят сива или кафява. Имат отличен слух и обоняние, но са късогледи, с отслабено зрение. На всеки крак имат по три пръста.
Въпреки своята огромна маса черните носорози могат да развият скорост от 64 km/h. Носорозите създават представата за непобедимо животно, но всъщност кожата им е доста чувствителна, особено към слънчеви изгаряния и ухапвания от насекоми. По тази причина често се въргалят в калта.
В Африка живеят два вида носорози: бял и черен.

## Ареал, биотоп и численост
В миналото носорозите имат много по-големи популации от днешните, като са живели в Северна Америка, Европа, Азия и Африка. Те живеят на Земята от над 50 милиона години, но през последните 50 години броят на индивидите силно намалява. Днес носорозите принадлежат единствено към фауната на Африка (черен носорог и бял носорог) и Азия (суматрански носорог, индийски носорог и явански носорог). Черните и белите носорози живеят в местности в източна и южна Африка. Индийските носорози обитават северна Индия и южен Непал, а суматранските и яванските носорози се срещат във Виетнам, Малайзия и Индонезия.
Черните и белите носорози живеят в саваната, а индийските, яванските и суматранските носорози обитават гъстите гори и тресавища.
Численост (в скоби са посочени алтернативни данни):
- Черен носорог: около 2400 индивида (3610)
- Бял носорог: около 7500 индивида (11 330)
- Суматрански носорог: около 4000 индивида (3000)
- Явански носорог: под 1000 индивида (600)
- Индийски носорог: над 2000 индивида (2400)

## Начин на живот и хранене
Носорозите са тревопасни животни. Белият носорог е снабден с устни с формата на квадрат, които са отлично приспособление за пасене на трева. Останалите носорози се хранят с листа на дървета и храсти.
Носорозите са териториални животни и живеят поединично. Мъжкарите маркират и бранят своята територия. Носорозите използват рогата си единствено по време на битки за територия, а женските ги използват за самоотбрана срещу лъвове, тигри и хиени.
Издават нискочестотни звуци, които човешкото ухо не може да долови, и по този начин част от общуването помежду им се извършва по инфразвуков път.

## Размножаване и жизнен цикъл
В диво състояние живеят до 35–40 години според биологическите изчисления. Достигат до 40–45-годишна възраст в плен.
Мъжките и женските често се борят по време на ухажването, като понякога си нанасят дълбоки рани с  рогата. След чифтосването двойката се разделя. Бременността трае 14 – 18 месеца, като женската ражда едно малко. Малките бозаят първата година, въпреки че започват да се хранят с растителност седмица след раждането. Мъжкарите и женските достигат полова зрялост на 7–8- и 5–6-годишна възраст съответно.

## Носорозите в България
В България носорозите са изчезнала група бозайници. В миналото обаче на територията на страната са се срещали десетки видове. Намерени са останките на 27 таксона/вида от 3 семейства/подсемейства. Един вид – косместият носорог (Coelodonta antiquitatis) е доживял в България до късния плейстоцен.

## Допълнителни сведения
Носорозите са застрашени от изчезване. Ценени са заради своите рога. В някои култури се вярва, че стритите на прах рога лекуват всичко – от хранително отравяне до треска, и че подобряват сексуалните функции. Рогата обаче са изградени от кератин, който не притежава тези лечебни свойства.
Популярен е митът за носорога пожарникар, но няма документирани случаи на загасяване на пожари от носорози.